# Burro-Burro
Burro-Burro je rijeka u Gvajani. Pritoka je rijeke Siparuni i pripada porječju rijeke Essequibo.